# Commentariorum de Plantis Africae Australioris
Commentariorum de Plantis Africae Australioris (abreviado Comm. Pl. Afr. Austr.) es un libro con ilustraciones y descripciones botánicas que fue escrito conjuntamente por Ernst Heinrich Friedrich Meyer y Johann Franz Drège. Fue publicado en dos fascículos en Leipzig en los años 1835 [1836, 1838] con el nombre de Commentariorum de Plantis Africae Australioris quas per Octo Anno Collegit Observationibusque Manuscriptis Illustravit Joannes Franciscus Drège. Fue traducido por Harry Bolus como On the geographical distribution of plants in South Africa (Revista mensual del Cabo julio de 1873-junio de 1874)